# 杉戶彰
杉戶彰（日语：杉戸 アキラ，?—），日本漫畫家。自畫像是以墨西哥鈍口螈為創作靈感的擬人角色。
代表作是在集英社《週刊YOUNG JUMP》連載的《僕少女》。

## 來歷
- 2007年，投稿短篇「海之星」入選小學館的Sunday漫畫學院（日语：まんがカレッジ）。並刊登在商業雜誌《週刊少年SundayS（日语：週刊少年サンデーS）》，從此正式出道。
- 2009年，同樣在《週刊少年Sunday超》發表第2部短篇「Faceman」。
- 2011年，首度以連載方式在《週刊少年Sunday超》和《Club Sunday（日语：クラブサンデー）》（兩本為小學館的旗下雜誌）發表《電腦怪奇譚CYBERONE》。
- 2013年，在集英社的《週刊YOUNG JUMP》連載《僕少女》。
- 2019年，在集英社的《週刊YOUNG JUMP》連載《MoMo -the blood taker-》

## 作品列表
※部分作品日文直譯。

### 連載
| 作品名稱（日文原名）   | 發表雜誌／號                                                                       | 出版社            | 冊數                   |
| ---------------------- | ---------------------------------------------------------------------------------- | ----------------- | ---------------------- |
| 電腦怪奇譚CYBERONE（電脳怪奇譚サイバーワン） | 《週刊少年SundayS》2012年1月號－3月號 《Club Sunday》2011年12月27日－2013年3月19日 | 小學館            | 全3冊                  |
| 僕少女（ボクガール）             | 《週刊YOUNG JUMP》2014年2號－2016年24號                                            | 集英社 青文出版社 | 全11冊                 |
| MoMo -the blood taker- | 《週刊YOUNG JUMP》2019年9號－2021年30號                                            | 集英社            | 全9冊                  |
| 東京怪人ラプソディ     | 《月刊Hero's》2022年11月25日－連載中                                               | 小學館            | 已出版2冊（2024年8月） |

### 短篇
全由小學館發行。
- 海之星（發表在《週刊少年SundayS（日语：週刊少年サンデーS）》2007年5月25日號）
- Faceman（發表在《週刊少年SundayS》2009年8月25日號、《Club Sunday》2009年9月15日）
- 宇宙侍見！（集英社《週刊YOUNG JUMP》2016年35號）

## 師傅
- 大高忍[1]
- 中山敦支[2]

## 外部連結
- sugi-log （页面存档备份，存于） （日語）－杉戶彰的官方個人部落格。
- 杉戶彰的X（前Twitter） （日語）
- 杉戶彰的pixiv （日語）